# Geisa Coutinho
Geisa Aparecida Muniz Coutinho (ur. 1 czerwca 1980 w Araruama) – brazylijska lekkoatletka specjalizująca się w biegach sprinterskich (głównie w konkurencji biegu na 400 m). Ośmiokrotna mistrzyni Ameryki Południowej, sześciokrotna złota medalistka mistrzostw ibero-amerykańskich, trzykrotna medalistka igrzysk panamerykańskich, dwukrotna złota medalistka igrzysk Ameryki Południowej, brązowa medalistka halowych mistrzostw Ameryki Południowej. Trzykrotna olimpijka (Ateny, Londyn, Rio de Janeiro) oraz dziewięciokrotna uczestniczka mistrzostw świata (siedmiokrotnie na stadionie oraz dwukrotnie w hali).

## Przebieg kariery
W 2002 roku była członkinią brazylijskiej sztafety 4 × 400 m, która na mistrzostwach ibero-amerykańskich zdobyła złoty medal. Rok później zadebiutowała na halowych mistrzostwach świata, w ich ramach startowała w konkurencji biegu na 400 m i odpadła w eliminacjach. W Barquisimeto podczas mistrzostw Ameryki Południowej otrzymała dwa złote medale w biegu na 400 m oraz w biegu sztafet 4 × 400 m. Na igrzyskach obu Ameryk w Santo Domingo zdobyła brązowy medal w konkurencji sztafety 4 × 400 m, Brazylijki z jej udziałem ustanowiły wówczas nowy rekord kontynentu (czasem 3:26,07). Uczestniczyła również w światowym czempionacie w Paryżu, odpadła w eliminacjach rozgrywanych w ramach zmagań w konkurencji biegu na 400 m.
Na igrzyskach olimpijskich w Atenach odpadła w eliminacjach w konkurencji zarówno biegu na 400 m (uzyskała czas 52,18 dający jej 5. miejsce w grupie oraz 28. miejsce w gronie wszystkich lekkoatletek), jak i sztafety 4 × 400 m (Brazylijki w składzie startującym między innymi z Coutinho uzyskały czas 3:28,43 plasujący zespół na 6. miejscu w grupie oraz 12. miejscu w gronie wszystkich sztafet). Była też zgłoszona do startu w sztafecie 4 × 100 m, ale ostatecznie nie wzięła udziału w zawodach w tej konkurencji.
W 2005 roku sztafeta 4 × 400 m z udziałem Brazylijki zakwalifikowała się do finału mistrzostw świata w Helsinkach, ale w końcowej fazie zmagań została zdyskwalifikowana. Sześć lat później otrzymała trzy złote medale światowych wojskowych igrzysk sportowych w Rio de Janeiro, a także dwa medale igrzysk panamerykańskich rozgrywanych w Guadalajarze.
W ramach rozgrywanych w Londynie igrzysk olimpijskich startowała w dwóch konkurencjach. W biegu na 400 m odpadła w eliminacjach, uzyskując czas 53,43 plasujący zawodniczkę na 5. miejscu w grupie; natomiast w sztafecie 4 × 400 m brazylijska ekipa z udziałem Coutinho też odpadła w eliminacjach, zajmując w grupie 6. miejsce (7. miejsce w dniu rozgrywania zawodów).
W 2014 roku wystąpiła na igrzyskach Ameryki Południowej, w trakcie których wywalczyła dwa tytuły mistrzowskie (w biegu na 400 m zarówno indywidualnie, jak i w sztafecie). Bez sukcesów radziła sobie na igrzyskach olimpijskich w Rio de Janeiro – w biegu na 400 m uzyskała w eliminacjach czas 52,05 i zajęła 4. miejsce w grupie, natomiast w sztafecie 4 × 400 m Brazylijki też odpadły w fazie eliminacji, uzyskując czas 3:30,27 plasujący zawodniczki na 7. miejscu (8. miejscu w dniu rozgrywania zawodów). W 2019 roku była członkinią brazylijskiej sztafety mieszanej 4 × 400 m, która zajęła 8. miejsce w finale mistrzostw świata, rok później zaś zdobyła brązowy medal pierwszych w historii halowych mistrzostw Ameryki Południowej (w konkurencji biegu na 400 m). W 2021 roku zajęła 2. miejsce w konkursie sztafety mieszanej 4 × 400 m, zmagania w której rozgrywano podczas World Athletics Relays.

## Osiągnięcia
| Rok     | Zawody                                 | Miasto         | Miejsce | Konkurencja                 | Wynik   |
| ------- | -------------------------------------- | -------------- | ------- | --------------------------- | ------- |
| 2002    | Mistrzostwa ibero-amerykańskie         | Gwatemala      | złoto   | sztafeta 4 × 400 m          | 3:33,13 |
| 2003    | Halowe mistrzostwa świata              | Birmingham     | 5. H    | bieg na 400 m               | 54,23   |
| 2003    | Mistrzostwa Ameryki Południowej        | Barquisimeto   | złoto   | bieg na 400 m               | 51,81   |
| 2003    | Mistrzostwa Ameryki Południowej        | Barquisimeto   | złoto   | sztafeta 4 × 400 m          | 3:28,64 |
| 2003    | Igrzyska panamerykańskie               | Santo Domingo  | 3. SF   | bieg na 400 m               | 53,23   |
| 2003    | Igrzyska panamerykańskie               | Santo Domingo  | brąz    | sztafeta 4 × 400 m          | 3:28,07 |
| 2003    | Mistrzostwa świata                     | Paryż          | 7. H    | bieg na 400 m               | 53,31   |
| 2004    | Mistrzostwa ibero-amerykańskie         | Huelva         | brąz    | bieg na 400 m               | 52,42   |
| 2004    | Mistrzostwa ibero-amerykańskie         | Huelva         | złoto   | sztafeta 4 × 400 m          | 3:28,60 |
| 2004    | Igrzyska olimpijskie                   | Ateny          | 5. H    | bieg na 400 m               | 52,18   |
| 2004    | Igrzyska olimpijskie                   | Ateny          | 6. H    | sztafeta 4 × 400 m          | 3:28,43 |
| 2005    | Mistrzostwa Ameryki Południowej        | Cali           | srebro  | bieg na 400 m               | 52,94   |
| 2005    | Mistrzostwa Ameryki Południowej        | Cali           | złoto   | sztafeta 4 × 400 m          | 3:29,24 |
| 2005    | Mistrzostwa świata                     | Helsinki       | DSQ     | sztafeta 4 × 400 m          | N/A     |
| 2006    | Mistrzostwa ibero-amerykańskie         | Ponce          | 7.      | bieg na 200 m               | 24,02   |
| 2006    | Mistrzostwa ibero-amerykańskie         | Ponce          | 4.      | bieg na 400 m               | 53,66   |
| 2009    | Mistrzostwa Ameryki Południowej        | Lima           | złoto   | sztafeta 4 × 400 m          | 3:32,69 |
| 2009    | Igrzyska Luzofonii                     | Lizbona        | złoto   | sztafeta 4 × 400 m          | 3:34,16 |
| 2009    | Mistrzostwa świata                     | Berlin         | 6. H    | sztafeta 4 × 400 m          | 3:31,42 |
| 2011    | Mistrzostwa Ameryki Południowej        | Buenos Aires   | brąz    | bieg na 400 m               | 52,84   |
| 2011    | Mistrzostwa Ameryki Południowej        | Buenos Aires   | złoto   | sztafeta 4 × 400 m          | 3:31,66 |
| 2011    | Światowe wojskowe igrzyska sportowe    | Rio de Janeiro | złoto   | bieg na 400 m               | 51,08   |
| 2011    | Światowe wojskowe igrzyska sportowe    | Rio de Janeiro | złoto   | sztafeta 4 × 100 m          | 43,73   |
| 2011    | Światowe wojskowe igrzyska sportowe    | Rio de Janeiro | złoto   | sztafeta 4 × 400 m          | 3:32,42 |
| 2011    | Mistrzostwa świata                     | Daegu          | 5. SF   | bieg na 400 m               | 51,87   |
| 2011    | Mistrzostwa świata                     | Daegu          | 6. H    | sztafeta 4 × 400 m          | 3:32,43 |
| 2011    | Igrzyska panamerykańskie               | Guadalajara    | brąz    | bieg na 400 m               | 51,87   |
| 2011    | Igrzyska panamerykańskie               | Guadalajara    | srebro  | sztafeta 4 × 400 m          | 3:29,59 |
| 2012    | Halowe mistrzostwa świata              | Stambuł        | DSQ H   | bieg na 400 m               | N/A     |
| 2012    | Mistrzostwa ibero-amerykańskie         | Barquisimeto   | 8.      | bieg na 200 m               | 23,66   |
| 2012    | Mistrzostwa ibero-amerykańskie         | Barquisimeto   | srebro  | bieg na 400 m               | 52,66   |
| 2012    | Mistrzostwa ibero-amerykańskie         | Barquisimeto   | złoto   | sztafeta 4 × 100 m          | 43,90   |
| 2012    | Mistrzostwa ibero-amerykańskie         | Barquisimeto   | złoto   | sztafeta 4 × 400 m          | 3:28,56 |
| 2012    | Igrzyska olimpijskie                   | Londyn         | 5. H    | bieg na 400 m               | 53,43   |
| 2012    | Igrzyska olimpijskie                   | Londyn         | 6. H    | sztafeta 4 × 400 m          | 3:32,95 |
| 2014    | Igrzyska Ameryki Południowej           | Santiago       | złoto   | bieg na 400 m               | 51,81   |
| 2014    | Igrzyska Ameryki Południowej           | Santiago       | złoto   | sztafeta 4 × 400 m          | 3:35,07 |
| 2014    | IAAF World Relays                      | Nassau         | 8.      | sztafeta 4 × 400 m          | 3:31,59 |
| 2014    | Mistrzostwa ibero-amerykańskie         | São Paulo      | złoto   | bieg na 400 m               | 51,76   |
| 2014    | Mistrzostwa ibero-amerykańskie         | São Paulo      | złoto   | sztafeta 4 × 400 m          | 3:29,66 |
| 2015    | IAAF World Relays                      | Nassau         | 8.      | sztafeta 4 × 400 m          | 3:31,30 |
| 2015    | Mistrzostwa Ameryki Południowej        | Lima           | DNS     | bieg na 200 m               | N/A     |
| 2015    | Mistrzostwa Ameryki Południowej        | Lima           | złoto   | bieg na 400 m               | 53,07   |
| 2015    | Igrzyska panamerykańskie               | Toronto        | 6.      | bieg na 400 m               | 52,05   |
| 2015    | Igrzyska panamerykańskie               | Toronto        | 6. H    | sztafeta 4 × 400 m          | 3:34,97 |
| 2015    | Mistrzostwa świata                     | Pekin          | 5. H    | bieg na 400 m               | 52,72   |
| 2016    | Igrzyska olimpijskie                   | Rio de Janeiro | 4. H    | bieg na 400 m               | 52,05   |
| 2016    | Igrzyska olimpijskie                   | Rio de Janeiro | 7. H    | sztafeta 4 × 400 m          | 3:30,27 |
| 2017    | IAAF World Relays                      | Nassau         | 1. fB   | sztafeta 4 × 400 m          | 3:34,68 |
| 2017    | Mistrzostwa Ameryki Południowej        | Asunción       | złoto   | bieg na 400 m               | 52,03   |
| 2017    | Mistrzostwa Ameryki Południowej        | Asunción       | złoto   | sztafeta 4 × 400 m          | 3:33,00 |
| 2018    | Igrzyska Ameryki Południowej           | Cochabamba     | srebro  | bieg na 400 m               | 52,93   |
| 2018    | Mistrzostwa ibero-amerykańskie         | Trujillo       | srebro  | bieg na 400 m               | 52,57   |
| 2019    | Mistrzostwa Ameryki Południowej        | Lima           | 4.      | bieg na 400 m               | 53,51   |
| 2019    | Mistrzostwa świata                     | Doha           | 8.      | sztafeta mieszana 4 × 400 m | 3:16,22 |
| 2020    | Halowe mistrzostwa Ameryki Południowej | Cochabamba     | brąz    | bieg na 400 m               | 54,75   |
| 2021    | World Athletics Relays                 | Chorzów        | srebro  | sztafeta mieszana 4 × 400 m | 3:17,54 |
| 2021    | Mistrzostwa Ameryki Południowej        | Guayaquil      | 4.      | bieg na 400 m               | 53,55   |
| Źródło: |                                        |                |         |                             |         |

Dziewięć razy w karierze została mistrzynią Brazylii, te tytuły wywalczyła w latach 2002-2018 (ośmiokrotnie w biegu na 400 m, jednokrotnie w biegu sztafet 4 × 400 m).

## Rekordy życiowe
- bieg na 100 m – 11,55 (16 kwietnia 2011, São Paulo)
- bieg na 200 m – 23,07 (6 sierpnia 2011, São Paulo)
- bieg na 400 m – 51,08 (22 lipca 2011, Rio de Janeiro)
- bieg na 400 m ppł – 59,83 (1 lipca 2001, Rio de Janeiro)
- sztafeta 4 × 100 m – 43,73 (23 lipca 2011, Rio de Janeiro)
- sztafeta 4 × 400 m – 3:26,68 (7 sierpnia 2011, São Paulo)
- sztafeta mieszana 4 × 400 m – 3:16,12 (28 sierpnia 2019, Doha)

Halowe
- bieg na 60 m – 7,55 (7 lutego 2004, Flagstaff)
- bieg na 400 m – 54,23 (14 marca 2003, Birmingham)

Źródło: 